# Selaru
Selaru (indonesisch Pulau Selaru), ehemals Süd-Timorlaut oder Seloe, ist die zweitgrößte der indonesischen Tanimbarinseln. Sie befindet sich am nördlichen Rand der Arafurasee.

## Geographie
Die Insel bildet die Südspitze der Tanimbarinseln. Sealru wird durch die Egeronstraße von der Hauptinsel Yamdena getrennt. Die Fläche Selarus beträgt 775 km².
Selaru gehört zum Regierungsbezirk (indonesisch Kabupaten) Tanimbarinseln und bildet einen eigenen Distrikt, der ebenfalls Selaru heißt. Der Regierungsbezirk ist der indonesischen Provinz Molukken (indonesisch Maluku) untergeordnet. Zu dem Distrikt Selaru gehören auch die drei im Westen der Egeronstraße liegenden Inseln Anggarmasa (auch Angwarmas, mit dem gleichnamigen Naturreservat), Nuyanat und Batbual. Südwestlich liegt vor der Küste das Eiland Riama. In einer Bucht im Süden von Selaru liegt das Inselchen Adanar.
Selaru ist relative flach und hauptsächlich mit Grasland bewachsen. Um die Insel herum gibt es zahlreiche Korallenriffe. Die größten Orte Selarus sind an der Nordküste Adaut, Kandar an der Ostküste, Namtabung (Namtabun) an der Westküste und im Süden Linga (Lingat) und Fursui. Weitere Dörfer sind im Norden Walsuri, Kore, Vulmana, Falar und Lou, im Zentrum Werain und im Süden Abat und Eliase. Im Norden fließt ein kleiner Fluss, der Sungai Weria. Die Südspitze bildet das Kap Arousu. Im Süden liegt zwischen den Orten Linga und Fursui mit 104 m die höchste Erhebung der Insel, der Gunung Vamith.

## Einwohner und Kultur

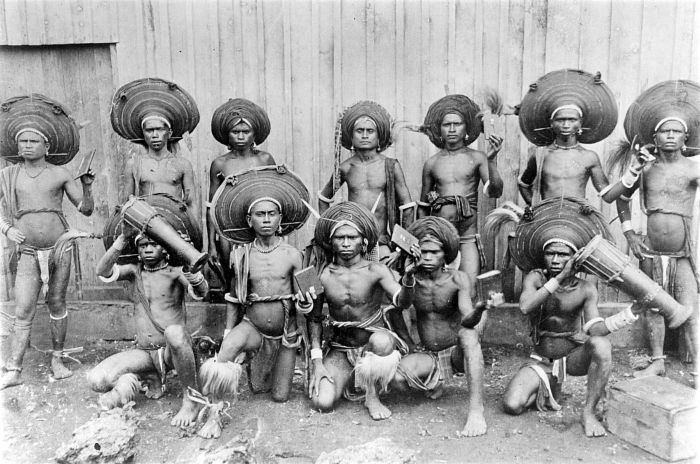
Männer aus dem Ort Adaut (Anfang des 20. Jahrhunderts)

Auf Serelau leben 12.249 Menschen (Volkszählung 2010). Sie gehören meist zur Volksgruppe der Selaru und sind mehrheitlich Christen. Bekannt sind sie für ihre Ikat-Webereien. Die besten soll es in Kandar geben.
In Adaut, dem größten Ort der Insel und in den anderen Siedlungen im Nordteil der Insel, leben aber vor allem Yamdena, die sonst an der Ostküste der gleichnamigen Insel siedeln.
Zwei große Höhlen nahe Adaut sind so genannte Schädelhöhlen, in denen menschliche Schädel und Skelette verstreut liegen, nicht ungewöhnlich im Südwesten der Molukken. Meist können die Einheimischen keine Aussagen machen, wessen Knochen hier liegen. Die beiden Höhlen bei Adaut sind durch Christen verschlossen worden, doch auf der anderen Seite der Adautbucht gibt es weitere, die unberührt sind.
Ungewöhnlich für die Molukken und sonst eher auf Neuguinea üblich wird auf Selaru in Erdöfen gekocht.

## Geschichte
Linga ist eines der beiden ältesten Dörfer der Insel. Im Zweiten Weltkrieg befand sich hier eine Militärbasis der Japaner. Ihre Haupthinterlassenschaft ist eine überwachsene Landbahn. Auch einige japanische Bunker finden sich um Linga.

## Transport
Täglich fahren Boote von Adaut nach Saumlaki auf Yamdena und zurück.